# جامعة العريش
جامعة العريش، جامعة مصرية حكومية مقرها مدينة العريش بمحافظة شمال سيناء في مصر، أنشئت بموجب القرار الجمهوري بتاريخ 25 أبريل 2016. أنشئت في بادئ الأمر كفرع لجامعة قناة السويس.

## تاريخ الجامعة
بدأ إنشاء أول كلية على ارض سيناء عام 1982 بعد تحرير مدينة العريش من الاحتلال وكانت كلية التربية تحت مظلة جامعة قناة السويس بالاسماعيلية. تلاها إنشاء أول كلية متميزة في اسلوب تدريسها وهى كلية العلوم الزراعية البيئية بالعريش عام 1988. وتم إنشاء عدد من الكليات الأخرى مثل كلية التربية الرياضية وكلية العلوم ومعهد الدراسات البيئية ليتم صدور القرار الجمهورى رقم 147 عام 2016 بانشاء جامعة العريش وفصلها عن الجامعة الام «جامعة قناة السويس».
تنقسم حرم جامعة العريش الي ثلاث اقسام:-
1. مبني رئاسة الجامعة:- يقع بوسط مدينة العريش وكان في البداية مبني كلية التربية منذ انشائها حتي عام 2012 حين تم بناء مبني كامل لها داخل الحرم الرئيسي للجامعة وانتقال دراسة كلية التربية به.
2. حرم الجامعة الرئيسي:- ويقع في حي ضاحية السلام وكان في الاساس حرم كلية العلوم الزراعية البيئية حين تم انشائها ويعود الفضل لتوفير هذا الحرم الي الاستاذ الدكتور سمير غنيم، ولكن منذ عام 2010 تم إنشاء كلية التربية داخل حرم كلبة الزراعة لتصبح بذلك حرم الجامعة الرئيسي ويحتوي الحرم الرئيسي علي (مدينة الطالبات - مدينة الطلبة القديمة - مسجد - محطة تحلية مياه الشرب - الإدارة الطبية للجامعة - مسرح جامعي)
3. مزرعة كلية العلوم الزراعية:- تحتوي علي مزارع فواكه وخضراوات بالإضافة الي مركز بحوث الاسماك ومزارع الاسماك وغيرها من عنابر الدواجن والارانب والسمان.

بالإضافة لهذا كان يوجد حرم لكلية التربية الرياضية في حي المساعيد ولكن تم بناء مبني كامل لكلية التربية الرياضية ومبني لصالات التربية الرياضية داخل حرم الجامعة الرئيسي والانتقال للعمل بهم.

## كليات الجامعة
تضم جامعة العريش 11 كلية بمدينة العريش:
1. كلية التربية.
2. كلية العلوم الزراعية البيئية.
3. كلية العلوم.
4. كلية الآداب.
5. كلية التربية الرياضية.
6. كلية التجارة.
7. كلية الاستزراع السمكي والمصايد البحرية.
8. كلية الاقتصاد المنزلي.
9. كلية الطب البيطري
10. كلية الطب البشري
11. كلية الحاسبات والمعلومات

وتضم كذلك معهد بحثي للدراسات العليا:
- معهد الدراسات البيئية.

## رؤساء الجامعة من 2016 وحتى الآن
1.الأستاذ الدكتور حبش إبراهيم النادي (2016 - 2020م).
2.الأستاذ الدكتور سعيد عبدالله لافي رفاعي (2020 - 2021م).
3.الأستاذ الدكتور حسن عبدالمنعم الدمرداش (2021 - وحتى الآن).